# Stazione di Yachimata
La stazione di Yachimata (八街駅?, Yachimata-eki) è una stazione ferroviaria situata nella città di Yachimata, nella prefettura di Chiba, in Giappone. La stazione è servita dalla linea principale Sōbu della JR East.

## Linee e servizi
East Japan Railway Company
■ Linea principale Sōbu

## Struttura
La stazione è dotata di un marciapiede a isola e uno laterale con tre binari passanti in superficie.
| 1   | ■ Linea principale Sōbu | per Sakura, Chiba e Tokyo       |
| 2-3 | ■ Linea principale Sōbu | per Narutō, Yōkaichiba e Chōshi |

## Stazioni adiacenti
| «                     | Servizio              | »                     |
| Linea principale Sōbu | Linea principale Sōbu | Linea principale Sōbu |
| --------------------- | --------------------- | --------------------- |
| Enokido               | Locale                | Hyūga                 |
| Sakura ←              | Rapido                | ← Narutō              |